# السه فیشر
اِلسه فیشر (سوئدی: Else Fisher؛ ۱ مارس ۱۹۱۸ – ۳ مارس ۲۰۰۶) یک بالرین، طراح رقص، کارگردان هنری تئاتر، نویسنده و هنرپیشه اهل سوئد بود.
طراحی صحنه‌های رقص در فیلم «مهر هفتم» (اینگمار برگمان - ۱۹۵۷) توسط او انجام شده است.